# Justine Cunha
Justine Cunha est une animatrice française, illustratrice et dessinatrice de bande dessinée née le 29 avril 1992 à Compiègne.

## Biographie
Née le 29 avril 1992 à Compiègne, Justine Cunha suit un cursus dans l'animation et exerce dans cette branche à partir de 2015. Cette même année, à l'issue de ses études à Supinfocom Rubika, elle réalise son film de fin d'études, Water Lily, avec Clémentine Delcourt, Alexandra Batina, Margaux Lahuppe et Pascal Miller ; lors de l’International digital animation festival à Nagoya, ce travail est récompensé par le prix spécial du jury.
En 2018, elle rencontre la scénariste Carbone et leur collaboration aboutit à la série Dans les yeux de Lya (Dupuis) publiée à partir de 2019 et qui compte trois tomes en 2021,,. L'artiste résume l'intrigue : « un livre qui est construit comme un polar et dont le héros est une femme handicapée ».

## Œuvres

### Bande dessinée
- Dans les yeux de Lya (dessin et couleurs), scénario de Carbone, Dupuis

1. En quête de vérité[7], 2019  (ISBN 9791034732630)
2. Sur les traces du coupable, 2020  (ISBN 9791034736867)
3. Un coupable intouchable, 2021  (ISBN 9791034738960)

- Les Contes des Cœurs perdus (dessin), scénario Loïc Clément, Delcourt, coll. « Jeunesse »

1. Héloïse et les larmes de givre, 2023  (ISBN 9782413015307)

### Illustration
Sauf mention contraire, Justine Cunha est illustratrice des albums.
- Le Livre docteur, textes d'Alix Vandenbroucke, Yo ! éditions,  (ISBN 978-2-9578427-7-3) (BNF 47165157)

## Prix et distinctions
- 2022 :  prix Sproing de la meilleure bande dessinée étrangère pour Dans les yeux de Lisa t. 3 (avec Carbone)[8]